# Jean-René Bernard
Pour les articles homonymes, voir Bernard (patronyme).
Jean-René Bernard, né le 1er décembre 1932 à Metz (Moselle) et mort le 11 mai 2021 à Paris 14e, est un haut fonctionnaire, inspecteur général des finances et diplomate. Il a notamment a été secrétaire général adjoint de l’Élysée sous la présidence de Georges Pompidou.

## Biographie
Jean-René Bernard est licencié en droit, élève de l'Institut d'études politiques de Paris et de l'École nationale d'administration, promotion Dix-Huit-Juin (1956-1958). Adjoint à l’Inspection des finances (1er août 1958), il est successivement nommé inspecteur de 3e classe (1er août 1960), de 2e classe (1er août 1962), de 1re classe (1er juin 1969) et inspecteur général des finances (1er décembre 1980). 
Après un passage-éclair dans les cabinets des ministres de l'Éducation nationale Pierre Sudreau et Louis Joxe, il est affecté au cabinet de Georges Pompidou le 28 novembre 1962 en tant que chargé de mission auprès du Premier ministre pour les questions économiques et financières. Il quitte ces fonctions le 10 juillet 1968, lors du départ de Georges Pompidou de Matignon, et est nommé chargé de mission auprès de Robert Boulin, ministre de l'Agriculture dans le gouvernement Couve de Murville. En juin 1969, à la suite de l'élection de Georges Pompidou à l'Élysée, il est nommé conseiller technique auprès du président de la République, chargé des affaires économiques et des affaires européennes (1969-1973). En mai 1973, il est nommé secrétaire général-adjoint de l'Élysée, succédant à Édouard Balladur, nommé secrétaire général. Il quitte ses fonctions après le décès de Georges Pompidou le 2 avril 1974. À son égard, il voue un « véritable culte personnel et politique » note Le Figaro.
Il est, entre-temps, adjoint au chef du service de l'Inspection générale des finances (1965-1966), administrateur d'ELF - entreprise de recherches et d'activités pétrolières (1966-1969), maître de conférences à l'Institut d'études politiques de Paris (1960-1977 et 1983-1989). De octobre 1967 à septembre 1977, il est également à la tête du Secrétariat général du comité interministériel pour les questions de coopération économique européenne (SGCI). À ce titre, pendant dix ans il assiste à presque tous les conseils européens, en participant en première ligne aux négociations qui devaient conduire à l'adhésion de la Grande-Bretagne (ainsi que du Danemark et de l'Irlande) au Marché commun. Cette expérience lui permettra de devenir l'une des personnalités à l'origine du tunnel sous la Manche.
Nommé ambassadeur au Mexique le 8 septembre 1977, il retrouve le corps de l'Inspection générale des finances en avril 1982. Le 29 avril 1986, il est choisi par le gouvernement comme négociateur avec la société Walt Disney pour l'implantation du parc d'attractions de Marne-la-Vallée. De 1987 à 1989, il préside le Crédit industriel et commercial de Paris (CIC). Alors Premier ministre, Michel Rocard l'informe que le président François Mitterrand — que Jean-René Bernard admirait seulement pour sa culture littéraire — souhaite le remplacer par un « filleul » désireux de travailler dans la finance ; Jean-René Bernard s'exécute, mais qualifie le procédé de « mœurs mérovingiennes ». Le 21 juillet 1989, il devient ambassadeur aux Pays-Bas. Le 28 septembre 1994, il est nommé sous-gouverneur du Crédit foncier de France, pour un mandat de trois ans. Il réintègre l'Inspection générale des finances en mars 1996.
Le 3 janvier 1997, sur proposition du ministre de l'Économie et des Finances Jean Arthuis, il est nommé par le président de la République membre du Conseil de la politique monétaire de la Banque de France, pour un mandat de neuf ans. Réputé proche de Jacques Chirac, son nom est avancé à la fois par le président de l'Assemblée nationale, Philippe Séguin, et par le président du Conseil économique et social, Jean Mattéoli, et avait reçu la préférence du Conseil de la politique monétaire de la Banque de France.
Admis à la retraite de l'Inspection des finances le 1er février 1997, il est avocat à la cour d’appel de Paris et au cabinet Klein Goddart associés à partir de 2006.
Il meurt le 11 mai 2021.

## Autres engagements
Jean-René Bernard a été président-fondateur de l'AAMF-Association des Amis du Mexique en France et, de 2002 à 2006, président de l'association France-Amériques. Il a été membre du conseil d'administration de l'association Georges-Pompidou.

## Famille
Jean-René Bernard est le beau-père de Jean-Pierre Denis, qui a été, entre-autres, secrétaire général adjoint de l'Élysée, et le père de Marie-Laure Denis, qui a succédé à son mari à la mairie de Paris en qualité de directeur adjoint du cabinet de Jean Tiberi. 
Son frère François Bernard, ancien élève de l'ENA, maître des requêtes (1964), puis conseiller d'État (1983), a été conseiller technique au cabinet de Joseph Fontanet, ministre de la santé publique (1961-62), puis conseiller technique du directeur général des affaires culturelles au ministère des affaires étrangères (1963-64), conseiller technique auprès d'Alain Poher, président de la République par intérim à la mort de Georges Pompidou (avril-juin 1974), directeur du cabinet civil et militaire de Charles Hernu, ministre de la défense (1981-83), secrétaire général pour l'administration des armées (1985-86).

## Distinctions
- Commandeur de la Légion d'honneur (30 décembre 2011)
- Commandeur de l'ordre national du Mérite
- Commandeur de l'ordre du Mérite agricole

## Archives
Les archives de Jean-René Bernard ont été collectées et classées par Pascal Geneste en 2002 ; elles sont conservées aux Archives nationales sous la cote 86AJ et complètent celles présentes dans le fonds de la présidence de la République sous Georges Pompidou (5AG2).